# Mystomemia hortealis
Mystomemia hortealis là một loài bướm đêm trong họ Erebidae.